# كيفين فيكينتسكر
كيفين فيكينتسكر (6 يوليو 1988 بنيون في سويسرا - ) (بالفرنسية: Kevin Fickentscher) هو لاعب كرة قدم سويسري في مركز حراسة المرمى. شارك مع منتخب سويسرا تحت 21 سنة لكرة القدم. أما مع النوادي، فقد لعب مع فيردر بريمن ونادي سيون ونادي لو تشو دي فوندز ونادي لوزان وفيردر بريمن 2 ‏.

## روابط خارجية
- كيفين فيكينتسكر على موقع قاعدة بيانات كرة القدم.إي يو (الإنجليزية)
- كيفين فيكينتسكر على موقع Soccerway.com (الإنجليزية)
- كيفين فيكينتسكر على موقع عالم كرة القدم.نت (الإنجليزية)
- كيفين فيكينتسكر على موقع AS.com (الإسبانية)